# Bodies (песня Drowning Pool)
«Bodies» (рус. Тела) — первый сингл американской ню-метал-группы Drowning Pool из их дебютного альбома Sinner. Выпущенная в мае 2001 года, песня быстро завоевала популярность и прозвучала во многих фильмах, телепрограммах и прочих телевизионных проектах. Песня занимала самые высокие, по сравнению с другими синглами группы, позиции в чартах до сингла «37 Stitches», выпущенного осенью 2008 года. На данный момент клип имеет более 200 миллионов просмотров, миллион лайков и является самым популярным у группы.
Песня использовалась допрашивающими в тюрьме в Гуантанамо. «Bodies» включали при допросе террористу Мохаммеду Ульд Слахи, вместе с этим воздействуя на него с помощью яркого мигающего света.
По словам участников группы, в песне поётся о мошинге.

## Видеоклип
После успеха на радио группа сняла клип, который получил не меньший успех и показывался по многим музыкальным каналам в 2001 году. Действие происходит в психиатрической больнице. Режиссёр клипа Глен Беннетт снимается в роли пациента этой больницы. В начале Дэйв Уильямс шепчет пациенту на ухо «Let the bodies hit the floor», а после нескольких повторений слово «floor» кричит. После этого действие клипа происходит в разных обстановках: то пациент видит группу по телевизору в своей палате, то видит их в дверной глазок, то находится в операционной комнате наедине с Дэйвом Уильямсом. Ближе к концу клипа в операционную заходит вся группа и накачивает чем-то пациента. В конце клипа они привозят этого пациента к нему же в палату, где сидит его двойник, а сами уходят по коридору.

## Список композиций
Слова и музыка всех песен — Drowning Pool.
| №  | Название                              | Длительность |
| -- | ------------------------------------- | ------------ |
| 1. | «Bodies»                              | 3:24         |
| 2. | «Bodies» (Live at Ozzfest, 2001)      | 3:28         |
| 3. | «Sermon» (Total Rock Session, London) | 4:38         |
| 4. | «Bodies» (Видео)                      |              |

## Позиции в чартах
| Hot 100 | Mainstream Rock | Modern Rock |
| 119     | 6               | 12          |

## Использование
- В Мировой федерации реслинга: основная тема мероприятий SummerSlam (2001), ECW One Night Stand (2005) и (2006), December to Dismember (2006) и WWE ECW.
- Промовидео гоночной команды «Xtreme Freestyle Alliance» (XFA).
- В игре Arena Football.
- В игре Tom Clancy’s Rainbow Six: Rogue Spear (аддон «Urban Operations»).
- В фильме «Каратель».
- В трейлере к фильму «Джейсон X».
- В трейлере к фильму «Сорвиголова».
- В фильме «Противостояние».
- Пользовательские карты Rock Room в режиме Выживания к игре Left 4 Dead и Rock Room 2 в режиме Выживания к игре Left 4 Dead 2
- В фильме «Рэмбо IV».
- В фильме «Три икса».
- Открывающая тема UFC's Ultimate Knockouts 2.
- В музыкальной игре 2010 года Guitar Hero: Warriors of Rock.
- В игре Battlefield: Bad Company 2 американские войска при атаке кричат «Let the bodies hit the floor!».
- В сериале «Поколение убийц».
- Во второй серии пятого сезона сериала «Молокососы».